# Inquérito 4831

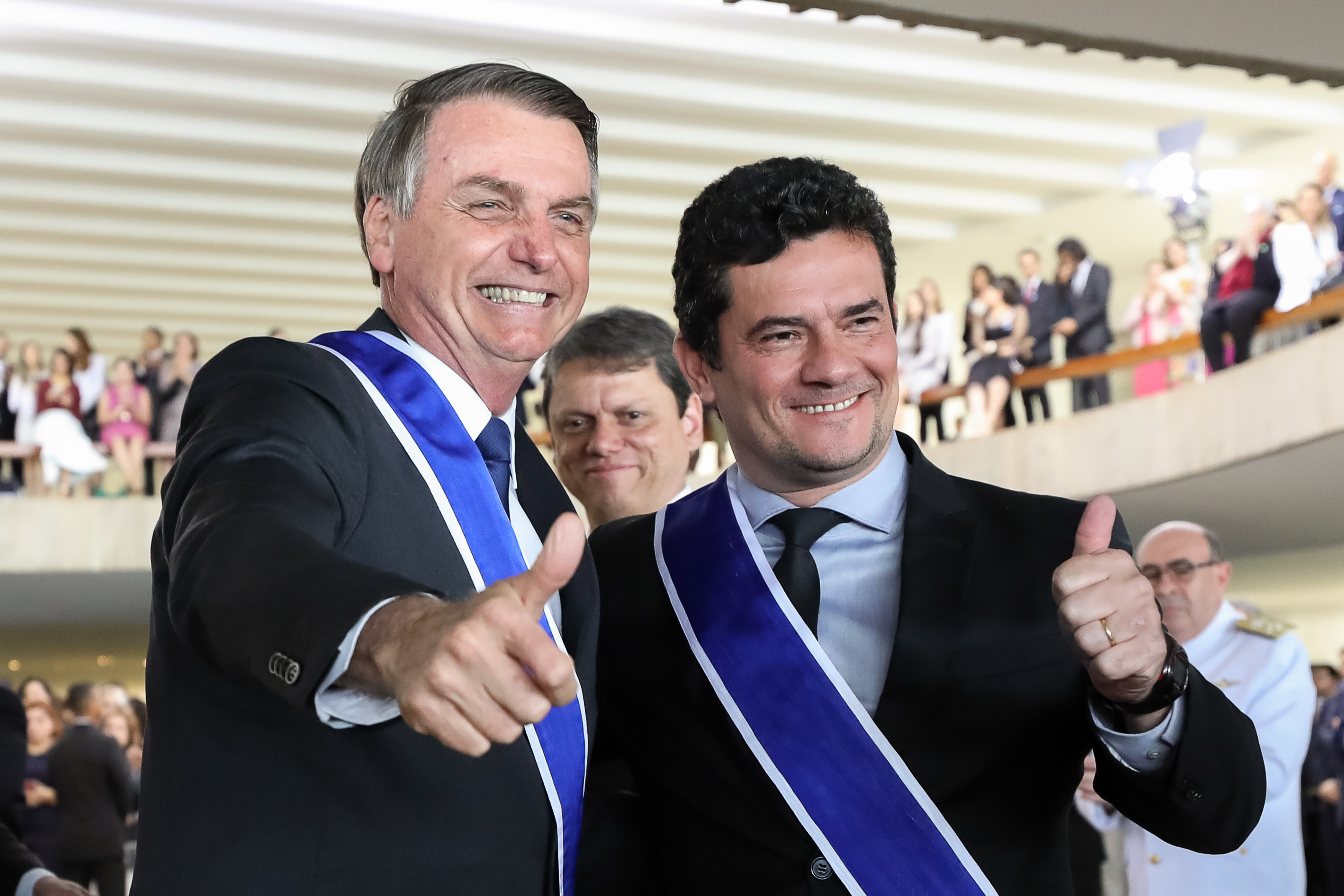
Moro e Bolsonaro, em 2019.

Inquérito 4831 (INQ 4831), conhecido como Caso Moro ou Caso Moro X Bolsonaro, refere-se a um inquérito policial em que se apuram declarações feitas pelo ex-ministro Sergio Moro acerca de suposta tentativa do presidente Jair Bolsonaro de interferir politicamente na Polícia Federal do Brasil e em investigações relacionadas aos seus familiares.
As declarações ocorreram após Sérgio Moro anunciar sua demissão. Horas antes, o presidente Jair Bolsonaro havia publicado um decreto em uma edição extra do Diário Oficial da União a exoneração do diretor-geral da Polícia Federal Mauricio Valeixo sem que o ministro Sérgio Moro soubesse. O decreto da saída de Valeixo não foi formalmente assinado por Moro, apesar de seu nome constar no decreto. Imediatamente após a demissão, a Procuradoria-Geral da República solicita ao Supremo Tribunal Federal a abertura de um inquérito fazendo com que uma nova crise política se iniciasse.

## Contexto

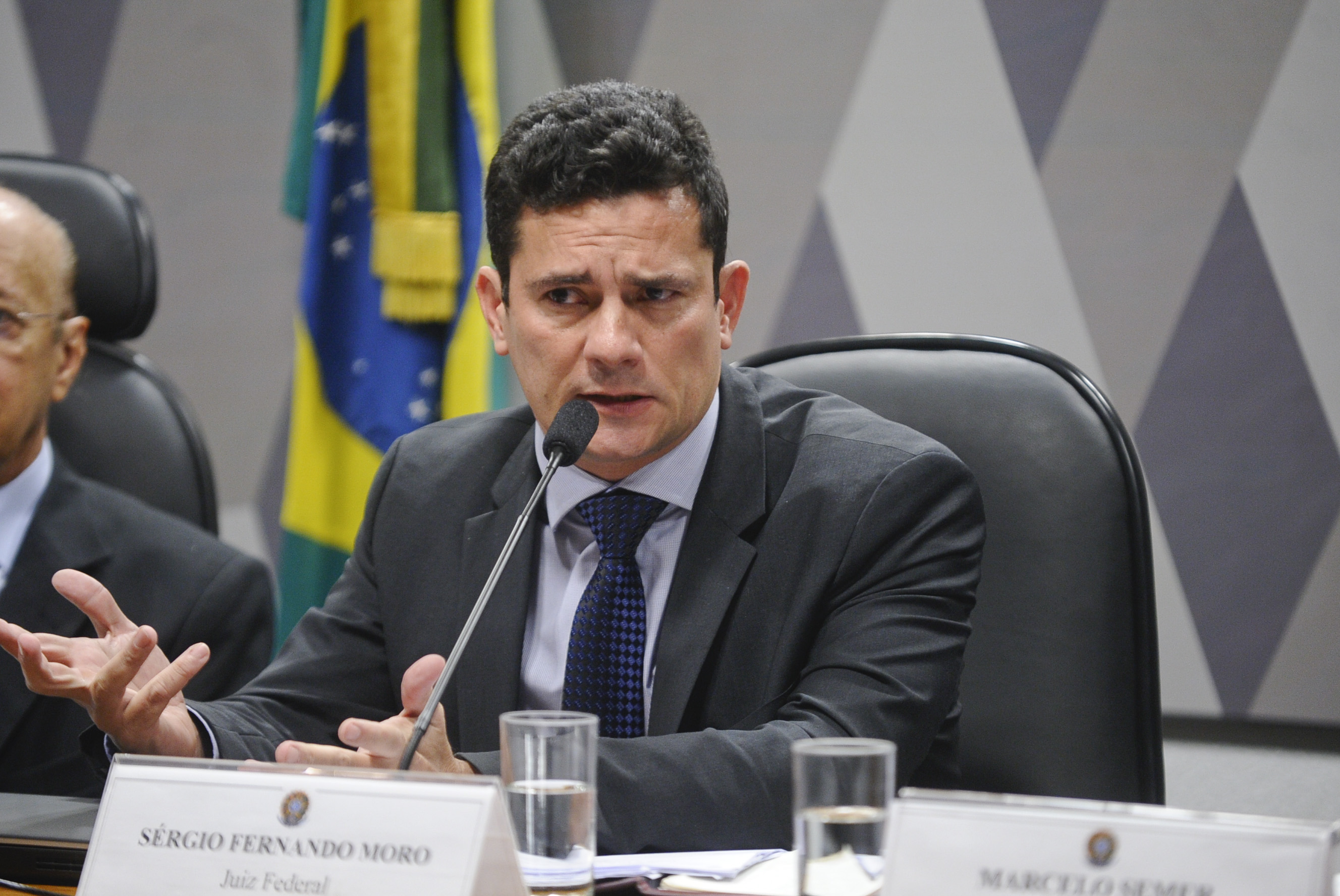
Sergio Moro pediu demissão do cargo de ministro da Justiça após a exoneração do diretor-geral da Polícia Federal, Maurício Valeixo.

Em agosto de 2019, Bolsonaro anunciou que o comando da Polícia Federal no Rio de Janeiro seria trocado por questões de "gestão e produtividade". Uma nota oficial da PF, no entanto, negou problemas de desempenho da chefia. O superintendente da Polícia Federal no Rio de Janeiro era o delegado federal Ricardo Saadi e o nome escolhido pelo diretor-geral da PF, Maurício Valeixo, para substituir Saadi seria o do delegado Carlos Henrique Oliveira Sousa, superintendente em Pernambuco. No entanto, após a PF indicar publicamente o escolhido, Bolsonaro afirmou que o indicado seria, na verdade, o superintendente no Amazonas, Alexandre Silva Saraiva, e emendou sua declaração afirmando que "quem manda sou eu". No mesmo dia, entretanto, Bolsonaro disse que a decisão final "tanto faz". Historicamente, a escolha de superintendentes era feita pelo diretor-geral, sem ingerência do governo. Por isso, delegados chegaram a cogitar um pedido de demissão coletiva e o presidente da Associação Nacional de Delegados de Polícia Federal (ADPF), Edvandir Felix de Paiva, afirmou que a influência do presidente deveria se limitar à escolha do diretor-geral. A PF manteve a escolha de Sousa para o cargo no Rio de Janeiro.

### Demissão de Moro
Em 24 de abril de 2020, Sergio Moro anunciou a sua demissão do ministério em um pronunciamento oficial depois de um ano e quatro meses no cargo. A decisão teria sido motivada pela exoneração do diretor-geral da Polícia Federal, Maurício Valeixo, por parte do presidente da República, sem o conhecimento do ministro. Segundo Moro, Bolsonaro lhe teria dito que desejava indicar para a direção da PF alguém de seu contato pessoal, de quem pudesse receber informações sobre investigações em andamento no Supremo Tribunal Federal. Moro afirmou ainda que não havia assinado o decreto de exoneração, embora seu nome tenha sido incluído na publicação, que é a assinatura digital do documento. Declarou também que o presidente não havia apresentado justificativa para a troca do comando da PF, descumprindo o compromisso de que teria concedido "carta branca" para fazer nomeações.
Moro alegou que o presidente não cumpriu com as promessas estabelecidas na ocasião do convite para ocupar o cargo no governo: "o problema é a violação de uma promessa quem me foi feita, de carta branca. Em segundo lugar, mostraria uma interferência política na PF, o que gera um abalo na credibilidade, não só minha, mas também do governo". Mais tarde, no mesmo dia, Moro entregou provas do que havia dito em suas declarações para o Jornal Nacional  da Rede Globo que consistiam de imagens de conversas que ele trocou com Jair Bolsonaro no aplicativo WhatsApp.

## Inquérito
O procurador-geral da República, Augusto Aras, solicitou ao Supremo Tribunal Federal a abertura de um inquérito para apurar as denúncias e, em 27 de abril, o então ministro Celso de Mello, relator do caso, autorizou a abertura do inquérito argumentando que "os crimes supostamente praticados pelo senhor presidente da República, conforme noticiado pelo então Ministro da Justiça e Segurança Pública, parecem guardar (...) íntima conexão com o exercício do mandato presidencial, além de manterem – em função do período em que teriam sido alegadamente praticados – relação de contemporaneidade com o desempenho atual das funções político-jurídicas inerentes à chefia do Poder Executivo". 
Em 28 de abril, o presidente nomeia Alexandre Ramagem – diretor-geral da Agência Brasileira de Inteligência (Abin) e amigo da família Bolsonaro – para o cargo de diretor-geral da Polícia Federal. No dia seguinte, porém, o ministro do Supremo Tribunal Federal Alexandre de Moraes, suspende a nomeação de Ramagem citando as alegações de Moro e justificando a existência de desvio de finalidade na nomeação, "em inobservância aos princípios constitucionais da impessoalidade, da moralidade e do interesse público".
No dia 2 de maio, Sergio Moro prestou depoimento por mais de oito horas na Superintendência da Polícia Federal em Curitiba e declarou que Bolsonaro pediu a ele pelo WhatsApp, no começo de março deste ano, a troca do chefe da Polícia Federal no Rio de Janeiro com a seguinte mensagem: "Moro, você tem 27 Superintendências, eu quero apenas uma, a do Rio de Janeiro". O ex-ministro detalhou as acusações contra o presidente e também apresentou como provas áudios, e-mails e mensagens trocadas com o presidente e com outros integrantes do governo.
Moro também citou durante o depoimento a existência do vídeo de uma reunião ministerial realizada em 22 de abril onde o presidente cobrou a substituição do superintendente da Polícia Federal do Rio de Janeiro e de Valeixo, além relatórios de inteligência da policia. Esse vídeo seria incluído no inquérito em 4 de maio após o procurador-geral da República, Augusto Aras solicitar acesso ao vídeo e requerer depoimentos dos ministros citados por Moro: Luiz Eduardo Ramos (Secretaria de Governo); Augusto Heleno (Gabinete de Segurança Institucional) e Braga Netto (Casa Civil), além de delegados.
Em 17 de maio, Paulo Marinho, um empresário e suplente do senador Flávio Bolsonaro, afirmou em entrevista ao jornal Folha de S. Paulo que Flávio Bolsonaro foi avisado com antecedência, entre o primeiro e o segundo turnos das eleições de 2018, por um delegado da Polícia Federal simpatizante da campanha de Jair Bolsonaro, sobre a deflagração da Operação Furna da Onça. Seria essa operação que daria inicio ao Caso Queiroz, em referência a Fabrício Queiroz que operava um esquema de “rachadinha”. Segundo Marinho, o delegado teria informado que "vai ser deflagrada a operação Furna da Onça, que vai atingir em cheio a Assembleia Legislativa do Rio. E essa operação vai alcançar algumas pessoas do gabinete do Flávio. Uma delas é o Queiroz e a outra é a filha do Queiroz (Nathalia), que trabalha no gabinete do Jair Bolsonaro (que ainda era deputado federal) em Brasília" e teria dito que a operação, então sigilosa, seria "segurada" para que não ocorresse durante o segundo turno, o que prejudicaria a candidatura de Bolsonaro.
O empresário foi intimado pela Procuradoria-Geral da República a prestar depoimento no Caso Moro visando apurar a relação entre suas denúncias e as acusações de Sergio Moro. Marinho afirmou ter apresentado novas provas para serem utilizadas no inquérito e que entregará seu celular para perícia.

### Entrega do relatório
Em 30 de março de 2022, a Polícia Federal entregou o relatório do inquérito com 150 páginas ao Supremo Tribunal Federal. Segundo o documento, nem houve suposta interferência de Bolsonaro para atrapalhar investigações, nem configurou crime na conduta do mesmo. Ainda segundo o documento, 18 pessoas foram ouvidas, perícias em documentos foram feitas, quebras de sigilo foram autorizadas e todas as testemunhas foram unânimes em afirmar que não receberam qualquer pedido ou vantagem indevida.  O ex-ministro Sérgio Moro no entanto, criticou a falta de denúncias nas investigações. Contudo, no mesmo inquérito entregue ao Supremo, também não prova suposta conduta indecorosa do ex-juiz ao acusar Bolsonaro.